# ハンモニア (小惑星)
ハンモニア (723 Hammonia) は小惑星帯に位置する小惑星である。ウィーンでヨハン・パリサによって発見された。
ドイツのハンブルクにちなんで命名された。